# 玛丽亚奇基塔
玛丽亚奇基塔是巴拿马科隆省波尔托韦洛区的一个城市，2010年是人口为2,415。 该市2000年时人口为1,420，1990年时人口为2,053。